# Psotnicy
Psotnicy (ros. Два друга, Dwa druga) – radziecki film komediowy z 1954 roku w reżyserii Wiktora Ejsymonta. Film jest adaptacją utworu Nikołaja Nosowa pt. Witia Malejew w szkole i w domu.

## Fabuła
Film komediowy dla dzieci, opowiada o codziennym życiu zwykłego radzieckiego ucznia Witiego Malejewa, który wraz ze swoim przyjacielem, stara się poprawić swoje wyniki w nauce.

## Obsada
- Leonid Krauklis jako Witia Malejew
- Władimir Guśkow jako Kostia Szyszkin
- Daniił Sagał jako ojciec Malejewa
- Janina Żejmo jako matka Szyszkina
- Irina Zarubina jako nauczycielka
- Wiktor Chochriakow jako Igor Aleksandrowicz
- Natalja Zasłujewa jako Alena